# Hamilton Tigers (IHL)
Die Hamilton Tigers waren eine kanadische Eishockeymannschaft aus Hamilton, Ontario. Die Mannschaft spielte zwischen 1926 und 1930 in der Canadian Professional Hockey League sowie der International Hockey League.

## Geschichte
Das Franchise der Hamilton Tigers wurde 1926 als Mitglied der Canadian Professional Hockey League gegründet. Der Name wurde in Anlehnung an ein gleichnamiges Team der National Hockey League gewählt, das bis 1925 aktiv war. Nachdem die Canpro 1929 durch die International Hockey League abgelöst wurde, traten die Tigers auch in der IHL an. Im Anschluss an die Saison 1929/30 stellte die Mannschaft den Spielbetrieb ein.